# Anna Tarrés i Campà
Anna Tarrés i Campà (Barcelona, setembre de 1967) és una esportista i política catalana.

## Biografia
És entrenadora de natació sincronitzada del Club Natació Kallipolis, i fou màxima responsable de la selecció espanyola de natació sincronitzada des de 1994 fins al 2012. El 1979 va començar a practicar aquesta disciplina al Club Kallipolis i sis mesos després ja disputava el Campionat d'Espanya. Va participar en els Jocs Olímpics de Los Angeles 1984, els primers en què la sincronitzada era disciplina homologada (amb Mònica Antich en la prova de duet) i al campionat mundial de 1986 i, el 1988, es va retirar, disposada a popularitzar la natació sincronitzada.
El 1994, va entrar a col·laborar amb la selecció espanyola i, el 1997 en va prendre el comandament. Des de llavors, ha conquerit 13 medalles en Europeus i d'altres tantes en Campionats del Món i ha situat Espanya entre les potències mundials. El 2008 va rebre la Creu de Sant Jordi.
El 6 de setembre de 2012 va ser destituïda del seu càrrec de seleccionadora de manera abrupta i alhora s'han desfermat polèmiques sobre els seus mètodes arran de les declaracions de dues exnadadores: Paola Tirados i Cristina Violán. Posteriorment, 15 exmembres de la selecció espanyola de natació sincronitzada van preparar i signar una declaració sota el títol "Quan es pot evitar un mal és dolent acceptar-lo", en la qual denunciaven les tècniques emprades per l'Anna Tarrés.
A les eleccions al Parlament de Catalunya de 2017 fou escollida diputada amb la llista de Junts per Catalunya. En la seva declaració de béns en entrar al Parlament, informa d'inversions per valor de més de 200.000 euros en una SICAV. Tarrés va declarar que aquest import prové de la indemnització que va cobrar en ser acomiadada el 2012 de la Federació Espanyola de Natació.